# Mistrzostwa Świata Juniorów w Narciarstwie Klasycznym 1997
Mistrzostwa Świata Juniorów w Narciarstwie Klasycznym 1997 – zawody sportowe, które odbyły się w dniach 12 lutego - 16 lutego 1997 r. w kanadyjskim Canmore. Podczas mistrzostw zawodnicy rywalizowali w 8 konkurencjach, w trzech dyscyplinach klasycznych: skokach narciarskich, kombinacji norweskiej oraz w biegach narciarskich. W tabeli medalowej zwyciężyła reprezentacja Włoch, której zawodnicy zdobyli 3 złote i 1 brązowy medal. Najwięcej medali zdobyli reprezentanci Finlandii - 5 (4 srebrne i 1 brązowy).

## Program
12 lutego
- Biegi narciarskie - 5 kilometrów (K), 10 kilometrów (M)
- Skoki narciarskie - skocznia normalna indywidualnie (M)
- Kombinacja norweska - skocznia normalna, 10 kilometrów indywidualnie (M)

13 lutego
- Skoki narciarskie - skocznia normalna drużynowo (M)

14 lutego
- Kombinacja norweska - skocznia normalna, 5 kilometrów drużynowo (M)
- Biegi narciarskie - sztafeta 4x5 kilometrów (K), 4x10 kilometrów (M)

16 lutego
- Biegi narciarskie - 15 kilometrów (K), 30 kilometrów (M)

## Medaliści

### Biegi narciarskie
Mężczyźni
| Konkurencja                      | Data           | Złoto                                                                        | Srebro                                                                                   | Brąz                                                                         |
| -------------------------------- | -------------- | ---------------------------------------------------------------------------- | ---------------------------------------------------------------------------------------- | ---------------------------------------------------------------------------- |
| Bieg na 30 km techniką dowolną   | 16 lutego 1997 | Per Elofsson                                                                 | Lukáš Bauer                                                                              | Martin Koukal                                                                |
| Bieg na 10 km techniką klasyczną | 12 lutego 1997 | Bruno Carrara                                                                | Nikołaj Bolszakow                                                                        | Biagio di Santo                                                              |
| Bieg sztafetowy 4x10 km          | 14 lutego 1997 | Włochy Biagio di Santo · Andrea Paluselli · Tullio Grandelis · Bruno Carrara | Rosja Tejmuraz Ouriatmkopeli · Michaił Iwanow · Aleksandr Nikitienko · Nikołaj Bolszakow | Norwegia Krister Trondsen · Roar Hjelmeset · Tore Ruud Hofstad · Arve Skåren |

Kobiety
| Konkurencja                     | Data           | Złoto                                                                   | Srebro                                                                       | Brąz                                                                                 |
| ------------------------------- | -------------- | ----------------------------------------------------------------------- | ---------------------------------------------------------------------------- | ------------------------------------------------------------------------------------ |
| Bieg na 15 km technika dowolną  | 16 lutego 1997 | Kristina Šmigun                                                         | Katrin Šmigun                                                                | Tatjana Moroz                                                                        |
| Bieg na 5 km techniką klasyczną | 12 lutego 1997 | Kristina Šmigun                                                         | Mari Rauhala                                                                 | Piia Tarvainen                                                                       |
| Bieg sztafetowy 4x5 km          | 14 lutego 1997 | Włochy Marianna Longa · Saskia Santer · Arianna Follis · Lorenza Cosner | Finlandia Maija Puukilainen · Mari Rauhala · Piia Tarvainen · Salla Juntunen | Norwegia Hilde Glomsås · Marit Roaldseth · Hanne Pettersen Bjørnstad · Rønnaug Schei |

### Skoki narciarskie
Mężczyźni
| Konkurencja                       | Data           | Złoto                                                           | Srebro                                                                       | Brąz                                                                       |
| --------------------------------- | -------------- | --------------------------------------------------------------- | ---------------------------------------------------------------------------- | -------------------------------------------------------------------------- |
| Skocznia normalna - indywidualnie | 12 lutego 1997 | Wilhelm Brenna                                                  | Jussi Hautamäki                                                              | Falko Krismayr                                                             |
| Skocznia normalna - drużynowo     | 13 lutego 1997 | Słowenia Miha Rihtar · Grega Lang · Blaž Vrhovnik · Peter Žonta | Finlandia Lauri Hakola · Lassi Huuskonen · Jussi Hautamäki · Matti Hautamäki | Austria Thomas Hörl · Falko Krismayr · Karl-Heinz Dorner · Wolfgang Loitzl |

### Kombinacja norweska
Mężczyźni
| Konkurencja                                      | Data           | Złoto                                              | Srebro                                               | Brąz                                                      |
| ------------------------------------------------ | -------------- | -------------------------------------------------- | ---------------------------------------------------- | --------------------------------------------------------- |
| Skocznia normalna, bieg na 10 km - indywidualnie | 12 lutego 1997 | Roman Perko                                        | Andreas Hartmann                                     | Ludovic Roux                                              |
| Skocznia normalna, bieg na 3x5 km - drużynowo    | 14 lutego 1997 | Francja Ludovic Roux · Remy Trachsel · Nicolas Bal | Niemcy Jens Gaiser · Georg Hettich · Ronny Ackermann | Austria Michael Gruber · David Kreiner · Christoph Bieler |

## Tabela medalowa
| Klasyfikacja medalowa | Klasyfikacja medalowa | Klasyfikacja medalowa | Klasyfikacja medalowa | Klasyfikacja medalowa | Klasyfikacja medalowa |
| Lp.                   | Państwo               | złoto                 | srebro                | brąz                  | złoto · srebro · brąz |
| --------------------- | --------------------- | --------------------- | --------------------- | --------------------- | --------------------- |
| 1.                    | Włochy                | 3                     | 0                     | 1                     | 4                     |
| 2.                    | Estonia               | 2                     | 1                     | 0                     | 3                     |
| 3.                    | Słowenia              | 2                     | 0                     | 0                     | 2                     |
| 4.                    | Norwegia              | 1                     | 0                     | 2                     | 3                     |
| 5.                    | Francja               | 1                     | 0                     | 1                     | 2                     |
| 6.                    | Szwecja               | 1                     | 0                     | 0                     | 1                     |
| 7.                    | Finlandia             | 0                     | 4                     | 1                     | 5                     |
| 8.                    | Rosja                 | 0                     | 2                     | 1                     | 3                     |
| 9.                    | Czechy                | 0                     | 1                     | 1                     | 2                     |
| 10.                   | Niemcy                | 0                     | 1                     | 0                     | 1                     |
| 10.                   | Szwajcaria            | 0                     | 1                     | 0                     | 1                     |
| 12.                   | Austria               | 0                     | 0                     | 3                     | 3                     |